# Ernst-Dietrich Kreuser
Ernst-Dietrich Kreuser (* 3. September 1945 in Lichtenstern bei Heilbronn) ist ein deutscher Hämatologe und Onkologe.

## Werdegang
Kreuser besuchte die Rudolf-Steiner-Schule in Ulm. Er studierte in Hamburg sowie Bonn Humanmedizin und promovierte zum Dr. med. im Pathologischen Institut der Universität Lübeck.
Von 1980 bis 1989 war er wissenschaftlicher Mitarbeiter bei Hermann Heimpel in der Abteilung Innere Medizin III und Hämatologie und Onkologie am Universitätsklinikum Ulm. Dort habilitierte er sich 1987 mit dem Thema „Inzidenz und Prognose reproduktiver und endokriner Funktionsstörungen nach kurativer zytostatischer Chemotherapie bei Patienten mit malignen Erkrankungen“. Für seine Habilitationsschrift wurde er von der Deutschen Gesellschaft für Hämatologie und Onkologie in Würzburg 1987 mit dem Vincenz-Czerny-Preis ausgezeichnet.
Von 1989 bis 1997 war Kreuser leitender Oberarzt bei Eckhard Thiel in der Abteilung für Hämatologie und Onkologie im Universitätsklinikum Benjamin Franklin in Berlin. Dort untersuchte er innerhalb des DFG-Schwerpunktprogramms "Molekulare Grundlagen von Zell-Matrix-Interaktionen in Biologie und Medizin" die Bedeutung von Adhäsionsmolekülen für die maligne Transformation und Metastasierung und erhielt hierfür 1994 den Wissenschaftspreis des Universitätsklinikums Benjamin Franklin.
1993 erhielt Kreuser einen Ruf auf eine C3-Professur an das Universitätsklinikum Dresden. Von 1997 bis 2012 war er Chefarzt der Klinik für Onkologie und Hämatologie im Krankenhaus Barmherzige Brüder in Regensburg.
Seit 2012 arbeitet Kreuser auf seinem Spezialgebiet in einer privatärztlichen Gemeinschaftspraxis in Regensburg.

## Veröffentlichungen (Auswahl)
- Reproductive and endocrine gonadal capacity following treatment for acute lymphoblastic and undifferentiated leukemia in adults. J. Clin. Oncol. 6:588-595 (zusammen mit Xiros, N., Hetzel, W. D., Heit, W., Kurrle, E., Hoelzer, D., Heimpel, H.), 1988
- Evaluation of Late Cardiotoxicity with Pulsed Doppler Echocardiography in Patients treated for Hodgkin´s disease. Br. J. Hematol. 84:615-622 (zusammen mit Völler, H., Schröder, K., Uhrig, A., Besserer, A., Thiel, E.), 1993
- Biochemical modulation of Cytotoxic drugs by cytokines: Molecular mechanisms in experimental oncology. Recent Results in Cancer Research. 139:371-382 (zusammen mit Wadler, S., Thiel, E.), 1995
- Adhesion receptors in malignant transformation and dissemination of gastrointestinal tumors. Journal of Molecular Medicine, J. Mol. Med. 74:253-268 (zusammen mit Streit, M., Schmidt, R., Thiel, E.), 1996
- IL-4 and TNF-[alpha] induce changes in integrin expression and adhesive properties and decrease the lung-colonizing potential of HT-29 colon carcinoma cells. Clin. Exp. Metastasis 14:165 (zusammen mit Herzberg, F., Schöning, M., Schirner, M., Topp, M., Thiel, E.), 1996[1]

## Mitgliedschaften (Auswahl)
- American Society of Clinical Oncology
- American Society of Hematology
- Deutsche Gesellschaft für Hämatologie und Onkologie
- Deutsche Krebsgesellschaft
- European Society of Medical Oncology

## Ehrungen (Auswahl)
- GEFLUC-Preis der Französischen Krebsgesellschaft, 1986
- Vincenz-Czerny-Preis der Deutschen Gesellschaft für Hämatologie und Onkologie, 1987
- Forschungspreis Freie Universität Berlin, 1994